# Alina Axtmann
Alina Axtmann (Filderstadt, 25 juni 2005)  is een voetbalspeelster uit Duitsland. Ze speelt als verdediger voor SC Freiburg in de Bundesliga.

## Clubcarrière
Axtmann kwam in haar jeugdjaren uit voor TSG Reutlingen en VfL Pfullingen. In 2020 verhuisde ze naar SC Freiburg, waar ze in eerste instantie onderdeel werd van het -20 team. Voor het tweede elftal van de Zuid-Duitse club kwam ze 24 wedstrijden uit in de tweede Bundesliga. In 2022 werd Axtmann overgeheveld naar het eerste elftal van SC Freiburg. Ze maakte haar debuut voor het eerste elftal van de club in de tweede ronde van de DFB Pokal 2023/24 tegen SC Sand door in de 85ste minuut in te vallen voor Marie Müller. Op 15 september 2023 volgde het debuut in de Bundesliga voor Axtmann door in te vallen in een 2-2 gelijkspel tegen FC Bayern München. In de vijfde wedstrijd van het seizoen had ze voor het eerst een basisplaats. In 2023 verlengde Axtmann haar contract in Freiburg im Breisgau.
In de voorbereiding op het seizoen 2025/26 liep Axtmann een knieblessure op.

## Statistieken
| Seizoen | Club        | Land      | Competitie | Wedstrijden | Doelpunten |
| ------- | ----------- | --------- | ---------- | ----------- | ---------- |
| 2023/24 | SC Freiburg | Duitsland | Bundesliga | 15          | 0          |
| 2024/25 | SC Freiburg | Duitsland | Bundesliga | 14          | 0          |
| 2025/26 | SC Freiburg | Duitsland | Bundesliga | 0           | 0          |
| Totaal  | Totaal      | Totaal    | Totaal     | 29          | 0          |

Laatste update: 13 augustus 2025

## Interlandcarrière
Axtmann kwam met Duitsland -19 uit op het EK 2023. Een jaar later was ze eveneens van de partij met Duitsland -20 op het WK 2024.
In 2025 debuteerde Axtmann voor Duitsland -23 in een wedstrijd tegen de leeftijdsgenoten van Nederland -23.